# Max Schautzer

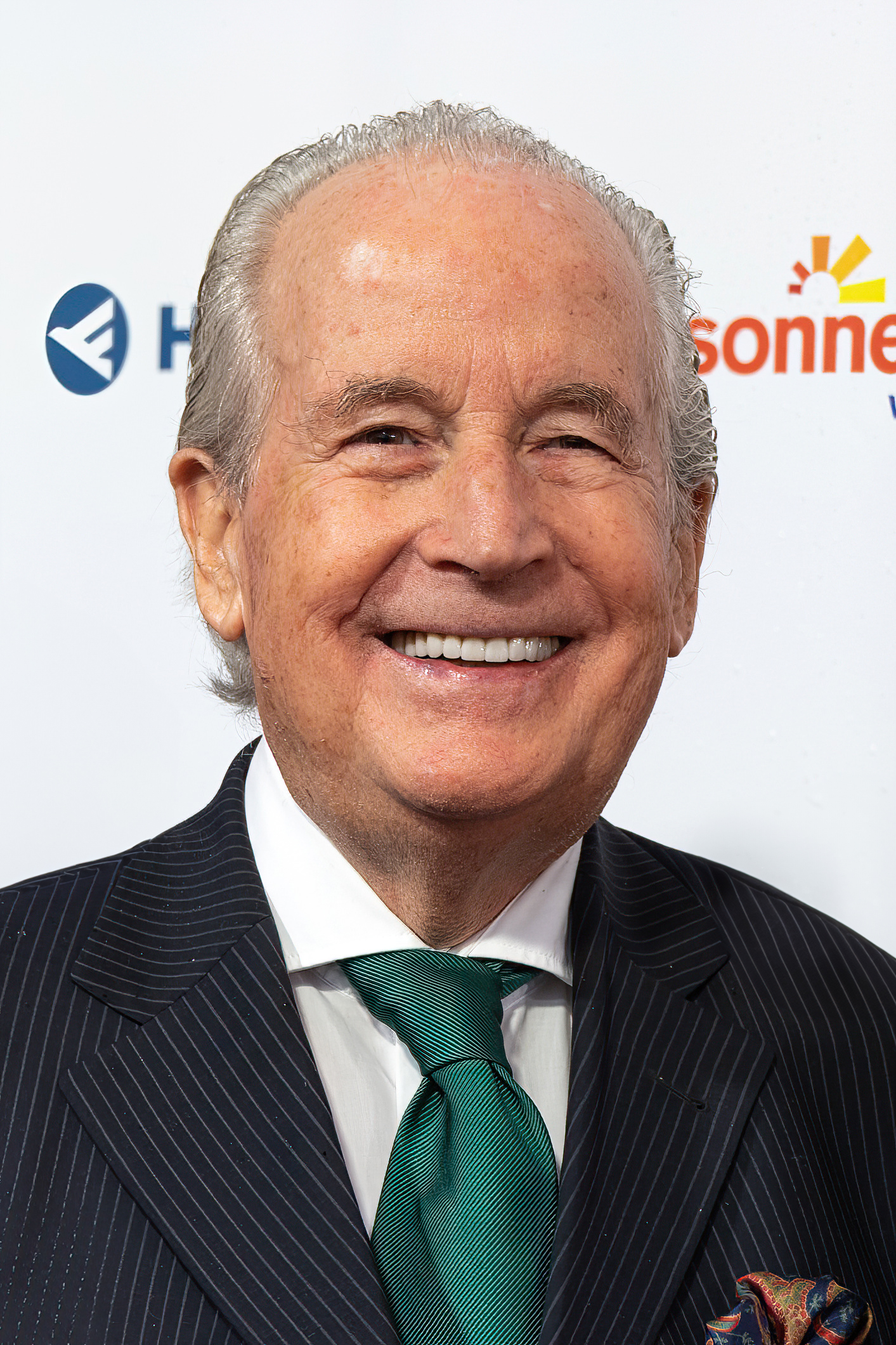
Max Schautzer (2023)

Max Herbert Schautzer (* 14. August 1940 in Klagenfurt; † 29. Januar 2025 in Köln) war ein österreichischer Moderator und Schauspieler. Er wurde insbesondere für die Moderation und Konzeption verschiedener Shows der ARD wie Pleiten, Pech und Pannen, Allein gegen alle, Alles oder nichts, Immer wieder sonntags sowie der ARD-Fernsehlotterie bekannt.

## Leben
Nach der Matura 1958 an der Handelsakademie in Klagenfurt und anschließendem Militärdienst studierte Schautzer von 1959 bis 1962 Wirtschaftswissenschaften, ohne allerdings einen entsprechenden Abschluss zu erwerben. Danach besuchte Schautzer die Schauspielschule am Konservatorium Wien, später auch die Schauspielschule der Keller in Köln.
Die Karriere als Moderator, Sprecher und Autor für Hörfunk und Fernsehen in Deutschland, Österreich, Schweiz und Luxemburg begann 1965 beim WDR-Hörfunk in Köln. Dort war er zunächst als Ansager im Studio und als Conferencier öffentlicher Rundfunkveranstaltungen tätig. Hans Rosenthal holte ihn als Reporter in seine deutschlandweit ausgestrahlte Hörfunkreihe Spaß muß sein. Für Radio Luxemburg wirkte er an der Seite von Frank Elstner am Aufbau des deutschsprachigen Programms. 1967 holte ihn Werner Höfer zum Fernsehen. Schautzer moderierte während seiner Karriere zahlreiche verschiedenartige Programmformate. Zu den bekanntesten Fernsehreihen, die er konzipierte und moderierte, gehört Pleiten, Pech und Pannen, das erstmals im März 1986 ausgestrahlt wurde.
Er moderierte außerdem Fernsehsendungen wie das ARD-Wunschkonzert (gemeinsam mit Dagmar Berghoff), Die schönsten Melodien der Welt (u. a. mit Carolin Reiber), die ARD-Fernsehlotterie „Ein Platz an der Sonne“, Immer wieder sonntags und Alles oder nichts. Zu seinen bekanntesten Unterhaltungssendungen zählte die ARD-Quizshow Allein gegen alle (1978–1982), für die ihn erneut Hans Rosenthal vorgeschlagen hatte, der das Spiel im Hörfunk 161-mal geleitet hatte. Schautzer übernahm die Eurovisionssendung der ARD, des ORF und der SRG nach der 4. Folge von Wolfgang Spier.
Bei fast allen Fernsehproduktionen war Schautzer nicht nur Moderator, sondern auch Mitautor der Sendekonzepte. 1989 gründete er die Fernsehproduktionsfirma M.S. Showtime GmbH, deren Geschäftsführer er auch war. 1976 führte er durch die deutsche Vorentscheidung zum Eurovision Song Contest, Ein Lied für Den Haag. Er kommentierte für den ORF den Eurovision Song Contest 1979 in Jerusalem und für die ARD den Eurovision Song Contest 1991 in Rom. 
2004 wurde Schautzer wegen seines fortgeschrittenen Alters als Moderator der Sendung Immer wieder sonntags, die er von 1995 an moderiert hatte, von der ARD entlassen und durch Sebastian Deyle ersetzt. Dies rief ein großes Medienecho hervor. Ab da engagierte er sich für Senioren und schrieb zum Thema Jugendwahn ein Buch zur Verständigung der Generationen, in dem er auch Bezug auf seine eigene Entlassung nimmt.
Im Theater konnte man Schautzer nach langer Pause wieder als Schauspieler in Paul Pörtners interaktiver Kriminalkomödie Scherenschnitt oder Der Mörder sind Sie in der Komödie im Bayerischen Hof, München und auf Tournee durch Deutschland, Luxemburg und die Schweiz (2003 und 2004) erleben. In der Spielzeit 2006/07 stand er als Partner von Dietz-Werner Steck in Die Sunny Boys auf der Bühne der Komödie am Marquardt in Stuttgart. In der Spielzeit 2012/13 spielte Schautzer u. a. mit Tim Sander und Sebastian König in der Comödie Dresden in Meine Braut, sein Vater und ich, der deutschen Erstaufführung der Komödie von Gerard Bitton und Michel Munz.
2016 war Schautzer zusammen mit Christiane Rücker und Werner Opitz mit dem Stück Schick mir keine Blumen auf Tour mit der Braunschweiger Bühne Komödie am Altstadtmarkt unter der Regie von Florian Battermann. Von Mai bis Juli 2016 war Schautzer in Düsseldorf wieder in dem Stück Meine Braut, sein Vater und ich im Theater an der Kö als Schauspieler zu sehen.

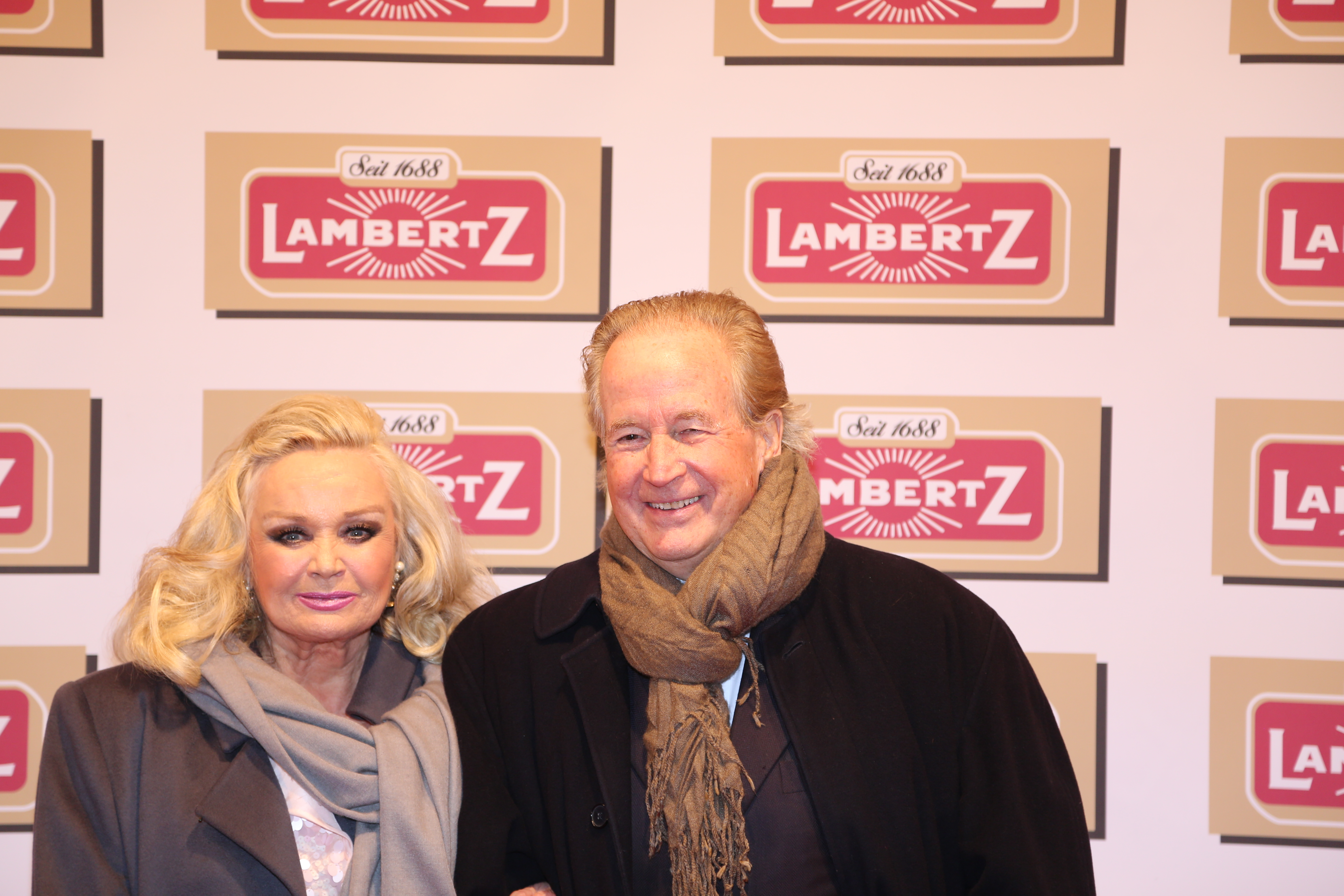
Max Schautzer mit seiner Ehefrau Gundel Lauffer (2017)

Für wohltätige Zwecke spielte er Fußball in der NDR-Elf, bei den Tele-Kickern und jahrelang als Kapitän der WDR-Prominentenmannschaft. Ab November 2014 beziehungsweise der Folge 94 der Hörspielserie Gruselkabinett war er immer wieder als Sprecher im Einsatz für Titania Medien. 2019 trat Schautzer in der Gameshow Hätten Sie’s gewusst? als Experte zum Thema Olympische Sommerspiele 1972 an.
1968 heiratete er die 1945 geborene Innenarchitektin Gundel Lauffer. Sie starb im Dezember 2021 im Alter von 76 Jahren nach kurzer schwerer Krankheit. Er gehörte dem Bund der Freimaurer in einer deutschen Loge an. Max Schautzer starb am 29. Januar 2025 im Alter von 84 Jahren in einem Kölner Krankenhaus.

## Ehrungen und Auszeichnungen
- 1979: Goldene Ehrenmütze der Großen Brühler KG Fidele Bröhler * Falkenjäger blau-gold von 1973 e. V.
- 1990: Karnevalsorden Suum cuique der Karnevalsgesellschaft Poahlbürger 1948 e. V. in Recklinghausen
- 1990: Bambi

## Schriften
- Rock ’n’ Roll im Kopf, Walzer in den Beinen. Antworten auf den Jugendwahn. mvg, Frankfurt am Main 2004, ISBN 3-636-06147-X.
- mal Gentleman – mal coole Sau. Eine Bilanz in Erinnerungen und Anekdoten. Books on Demand, Norderstedt 2020, ISBN 978-3-7526-4991-8.

## Hörspiele
- 2015: Sherlock Holmes – Folge 17: Die fünf Orangenkerne. Rolle: Joseph. CD, 49 Minuten. Titania Medien, Hilden 2015, ISBN 978-3-7857-5120-6.
- 2020: Die Schöne und Das Biest. Rolle: Erzähler. CD mit Booklet. Titania Medien, Hilden 2019, ISBN 978-3-7857-8017-6.[8]